# Centrala Produktów Naftowych

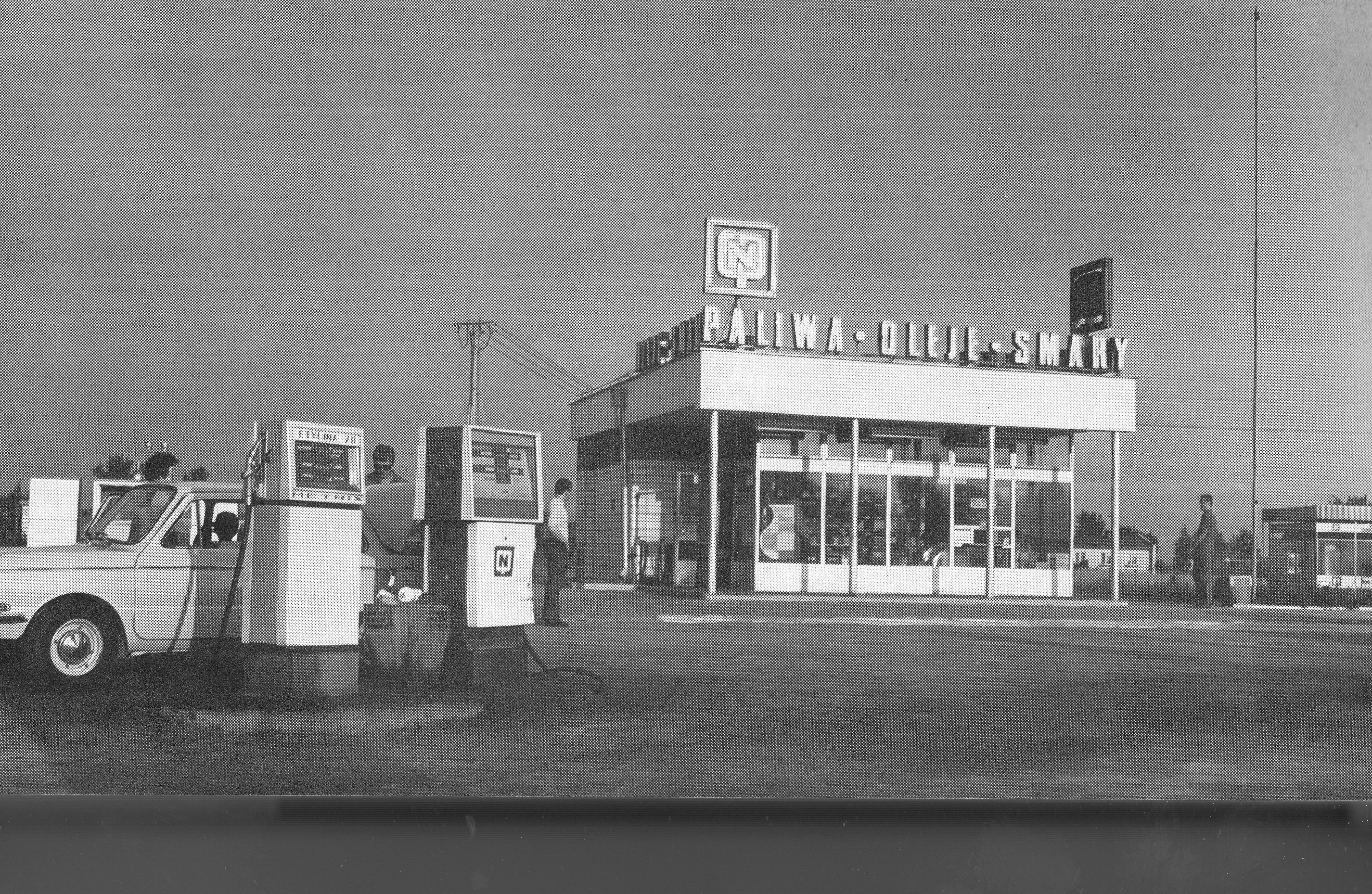
Stacja paliw CPN w Modlinie, lata 70.

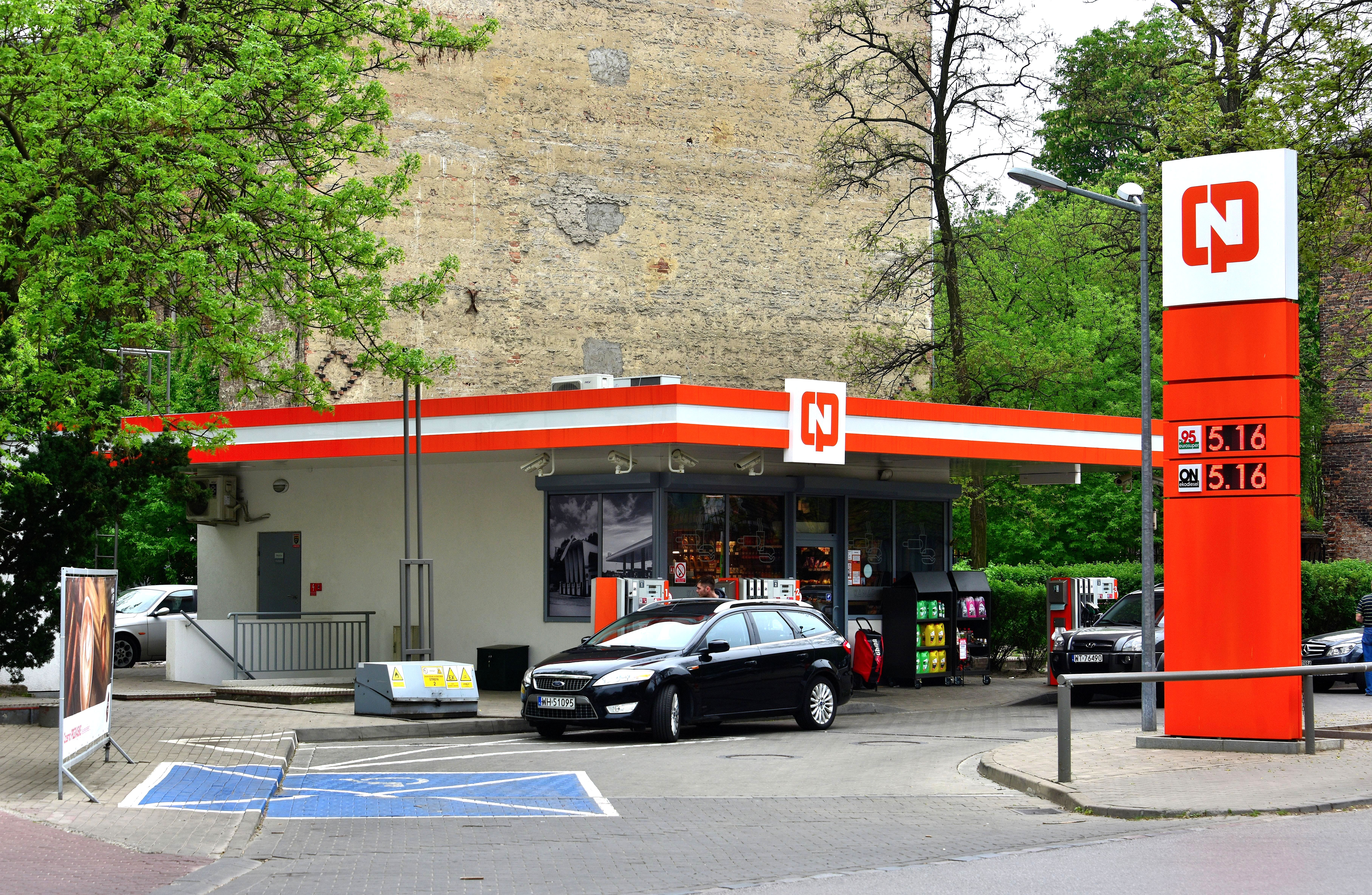
Reaktywowana stacja paliw pod marką CPN przy ul. Markowskiej w Warszawie, 2019

Centrala Produktów Naftowych (CPN) – byłe polskie przedsiębiorstwo zajmujące się magazynowaniem, transportem, dystrybucją hurtową i detaliczną przetworów naftowych, przede wszystkim paliw płynnych i środków smarowych oraz innych materiałów eksploatacyjnych dla pojazdów silnikowych i jednostek pływających. W szczytowym okresie rozwoju dysponowało przeszło 1400 stacjami paliw oraz flotą prawie 600 autocystern. CPN zapewniała też skup i odsprzedaż zużytych olejów mineralnych rafineriom do powtórnego przetworzenia.

## Historia
Jeszcze w czasie trwania II wojny światowej, w lipcu 1944 r. powołano państwową instytucję, której zadaniem było zabezpieczenie ocalałej na ziemiach polskich po latach okupacji i działaniach wojennych infrastruktury naftowej oraz wznowienie działalności dystrybucyjnej paliw. Specjalnie powołane naftowe zespoły operacyjne przemieszczały się za przesuwającym się frontem i przejmowały kolejne obiekty. W akcie urzędowym PKWN z 14 sierpnia 1944 ustanowiono nazwę organizacji mianem Polski Monopol Naftowy. W październiku tego roku zmieniono nazwę na Państwowe Biuro Sprzedaży Produktów Naftowych. Kolejna zmiana nazwy nastąpiła 3 grudnia 1945, gdy na mocy zarządzenia ministra przemysłu powołano państwowe przedsiębiorstwo Centrala Produktów Naftowych. Zarządzeniem Ministra Przemysłu i Handlu z 22 kwietnia 1947, wydane w porozumieniu z Ministrem Skarbu i Prezesem Centralnego Urzędu Planowania, zdecydowano, że istnieć będzie „Centrala Produktów Naftowych – przedsiębiorstwo państwowe wyodrębnione”. Po 10 latach wskutek reorganizacji przemianowano ją na Centralny Zarząd Obrotu Produktami Naftowymi „CPN”. W 1958 przedsiębiorstwo odzyskało dawną firmę, którą połączono ze skrótem „CPN” – Centrala Produktów Naftowych „CPN”. W grudniu 1995 CPN została przekształcona w jednoosobową spółkę Skarbu Państwa: CPN S.A.
W grudniu 1996 roku ze względu na strukturę, którą zarządzała, spółka była wpisana do rejestru przedsiębiorstw o szczególnym znaczeniu gospodarczo-obronnym.
W maju 1998 Rada Ministrów podjęła decyzję o utworzeniu koncernu naftowego. Powstał on w wyniku połączenia Centrali Produktów Naftowych CPN SA oraz Petrochemii Płock SA. Działania dotyczące utworzenia nowego podmiotu zostały sformalizowane 7 września 1999, kiedy to przyjął nazwę Polski Koncern Naftowy SA. 3 kwietnia 2000 Nadzwyczajne Walne Zgromadzenie Akcjonariuszy podjęło decyzję o nadaniu spółce nazwy handlowej Orlen.
Centrala Produktów Naftowych organizowała transport paliw płynnych za pomocą autocystern, cystern kolejowych oraz rurociągów.

## Kalendarium
- W 1945 (31 grudnia) funkcjonowało w kraju tylko 26 stacji paliw CPN, których średnia pojemność zbiorników wynosiła 6000 l, a średnia sprzedaż roczna 41 000 l paliwa. Uruchamiane początkowo stacje zlokalizowane były tuż przy krawędzi jezdni, a pomieszczenia sprzedaży niejednokrotnie w pobliskich domach. W okresie późniejszym były to drewniane i blaszane kioski, a następnie budowle murowane.
- W 1950 było 413 stacji CPN.
- Od 1957 ręczne dystrybutory paliw zaczęły być zastępowane elektrycznymi.
- W 1957, po rozbudowie baz paliwowych na wschodzie kraju, CPN rozpoczęła tranzyt paliw, produktów naftowych oraz chemikaliów z ZSRR do NRD.
- W 1957 na stacjach paliw wprowadzono do obrotu drobne części zamienne, akcesoria motoryzacyjne oraz kosmetyki samochodowe.
- W 1960 liczba stacji paliw w Polsce przekroczyła 1000.
- W 1960 w ramach „deglomeracji przemysłu m.st. Warszawy” wyodrębniono ze struktur CPN i następnie zlikwidowano Centralne Warsztaty Montażowe Naftowych Urządzeń Dystrybucyjnych w Warszawie.
- W 1964 w ramach organizacji CPN uruchomiono 675-kilometrowy polski odcinek ropociągu Przyjaźń i rozpoczęto zasilanie rosyjską ropą rafinerii w Płocku oraz kombinatu w Schwedt (NRD). Utworzono Przedsiębiorstwo Eksploatacji Rurociągu Naftowego PERN „Przyjaźń”.
- W 1968 rozpoczęto instalowanie na stacjach paliw napełniarek gazu płynnego do butli turystycznych.
- W 1973 CPN rozpoczęła działalność w zakresie bunkrowania jednostek pływających, tj. dostaw paliw i środków smarnych dla statków w zespołach portów: Gdańsk-Gdynia oraz Szczecin-Świnoujście, w 1982 r. flota bunkierek CPN liczyła 15 jednostek.
- W 1980 liczba stacji wynosiła 1280 (średnia pojemność zbiorników 69 000 l, średnia sprzedaż roczna na stacji 2 039 000 l).
- W 1981 działały w kraju 43 laboratoria paliwowe, zatrudniające 160 osób, ogółem w CPN zatrudnionych było 14 200 osób oraz 5600 ajentów stacji paliw.
- w 1982 liczba stacji paliw osiągnęła liczbę 1312. Niezależnie od sieci stacji CPN w kraju funkcjonowało ok. 15 000 stacji tzw. garażowych – zlokalizowanych na terenie przedsiębiorstw, budów, PGR-ów, SKR-ów, POM-ów, kopalń itd.[4]
- W grudniu 2018 reaktywacja marki, uruchomienie jednej stacji paliw w Warszawie.

## Logo
Biało-pomarańczowe logo przedstawiające stylizowane litery „CPN” zostało opracowane w latach 60. przez artystę plastyka Ryszarda Bojara, który w latach 1964–1994 tworzył system identyfikacji wizualnej CPN (wraz z Jerzym Słowikowskim i Stefanem Solikiem w latach 1978–1980 oraz Andrzejem Antoniukiem i Joanną Bojar-Antoniuk w latach 1990–1992). Logo to było uznawane za jedno z najlepszych w historii polskiego wzornictwa. Jego stosowania zaniechano w 2000 roku.
Historia logo została opisana w wydanej w 2019 r. książce pt. „CPN. Znak, identyfikacja, historia /  CPN. logo, identity, history” autorstwa Patryka Hardzieja.

## Zagadnienia i problemy motoryzacji w okresiePolskiej Rzeczypospolitej Ludowej
- Bezpośrednio po II wojnie światowej władze państwowe były wrogo usposobione do indywidualnej motoryzacji, a nieliczne prywatne samochody były przejmowane przez państwo[10].
- W 1949 liczba samochodów prywatnych była tak znikoma, że nie została ujęta w rozdziale „Komunikacja. Łączność” Rocznika Statystycznego.[potrzebny przypis]
- Od 1951 do 1955 obowiązywało rozporządzenie Rady Ministrów zakazujące osobom prywatnym używania samochodów o pojemności silnika powyżej 2 l i ograniczające przebieg prywatnych aut do 200 km miesięcznie[11].
- W 1964 wg szacunków MO i CPN samochody prywatne zużyły 284 tys. t paliwa, podczas gdy CPN osobom prywatnym sprzedała zaledwie 124 tys. t (pozostałe 160 tys. t pochodziło z nielegalnie uzyskiwanego paliwa z zakładów państwowych).[potrzebny przypis]
- Rozwijana w latach 70. XX wieku motoryzacja miała w intencji władz komunistycznych borykających się z problemami gospodarczymi oprócz innych celów również na celu wchłonięcie środków finansowych, którymi dysponowało społeczeństwo. Wydatki na kupno i następnie eksploatację pojazdu powinny trwale „odciążyć [...] rynek żywnościowy (zwłaszcza mięsny), odciążyć [...] też rynek wyrobów przemysłowych konsumpcyjnych”.[potrzebny przypis]
- W czasie kryzysu w 1982 wprowadzono rozmaite sposoby ograniczania sprzedaży (reglamentacji) paliwa: kartki na paliwo, sprzedaż w dni parzyste i nieparzyste w zależności od końcówki numeru rejestracyjnego, zakaz sprzedaży do kanistrów, sprzedaż do baku nie więcej niż 10–20 l jednorazowo. Powodowało to wzrost ceny paliwa w nieoficjalnym obiegu nawet 3–5 razy, a niejednokrotnie „bezpośrednio z wozów konnych lub samochodów ustawionych w niedalekiej odległości od stacji benzynowych dokonuje się odsprzedaży paliw po wygórowanych cenach z beczek lub kanistrów”.[potrzebny przypis]

## Powrót
We wrześniu 2017 roku Orlen miał przeprowadzić analizę ekonomiczną związaną z potencjalnym reaktywowaniem marki oraz prowadzeniem stacji benzynowych z logo CPN w wybranych lokalizacjach. Jedna ze stacji miałaby znajdować się na warszawskiej Pradze. Powodem reaktywacji miałyby być dążenia innych przedsiębiorstw do przejęcia praw do marki CPN.
W grudniu 2018 roku nastąpiło poprzez rebranding – reaktywowanie marki CPN na stacji paliw przy ulicy Markowskiej 15 w Warszawie. Podobnie w mieście Bodzanów została reaktywowana marka Petrochemia Płock.